# Estación Estrada Parque
La Estación Estrada Parque es una de las estaciones del Metro de Brasilia, situada en la ciudad-satélite de Águas Claras, entre la Estación Concessionárias y la Estación Praça do Relógio.